# Kauhajoen Karhu
O Kauhajoen Karhu é um clube profissional de basquetebol situado na cidade de Kauhajoki, Finlândia Ocidental, Finlândia que disputa atualmente a Liga Finlandesa. Fundado em 1910, manda seus jogos na Kauhajoen liikuntahalli com capacidade para 1.500 espectadores.

## Temporada por temporada
| Temporada | Nivel | League     | Pos. | Resultado         | Copa da Finlândia | Competições Europeias | Competições Europeias | Competições Europeias |
| --------- | ----- | ---------- | ---- | ----------------- | ----------------- | --------------------- | --------------------- | --------------------- |
| 2011-12   | 1     | Korisliiga | 4    | Quartas de Finais | -                 |                       |                       |                       |
| 2012-13   | 1     | Korisliiga | 5    | Quarto colocado   | -                 |                       |                       |                       |
| 2013–14   | 1     | Korisliiga | 5    | Quartas de Finais | –                 | –                     | –                     | –                     |
| 2014–15   | 1     | Korisliiga | 3    | Quarto colocado   | –                 | –                     | –                     | –                     |
| 2015–16   | 1     | Korisliiga | 2    | Quartas de Finais | –                 | –                     | –                     | –                     |
| 2016-17   | 1     | Korisliiga | 4    | Quarto Colocado   |                   |                       |                       |                       |
| 2017-18   | 1     | Korisliiga | 2    | Campeão           |                   |                       |                       |                       |